# Miguel Sousa Tavares
Miguel Sousa Tavares (* 25. června 1952 Porto, Portugalsko) je portugalský novinář a spisovatel, původně vystudovaný právník. Jeho matkou byla uznávaná portugalská básnířka Sophia de Mello Breyner Andresenová. Jeho románovám debutem je kniha Rovník (2003). Píše také cestopisy, povídky a politické fejetony.

## Publikační činnost

### České překlady
- Rovník (orig. 'Equador'). 1. vyd. Praha: Garamond, 2006. 492 S. Překlad: Lada Weissová.

Kniha pojednává o životě portugalského guvernéra na ostrově Svatého Tomáše a Princova ostrova na přelomu 19. a 20. století. Jedná se o jednu z nejlépe prodávaných knih roku 2003, která např. v roce 2006 obdržela prestižní literární cenu Grinzane Cavour.